# Arseňjevka
Arseňjevka (rusky Арсеньевка), do roku 1972 Daubiche (rusky Даубихе), je řeka v Přímořském kraji v Rusku. Je 190 km dlouhá. Povodí má rozlohu 7060 km².

## Průběh toku
Vzniká soutokem řek Erldagou a Tudagou, které pramení mezi jižními výběžky hřbetu Sichote-Aliň. Teče v široké dolině, která je vytvořená tektonickou depresí. Je levou zdrojnicí Ussuri (povodí Amuru).

## Vodní stav
Zdrojem vody jsou především dešťové srážky. Průměrný průtok vody na středním toku u vesnice Jakovlevka činí přibližně 50 m³/s.

## Využití
Řeka je splavná pro vodáky a leží na ní město Arseňjev.